# Bistum Sioux Falls
Das Bistum Sioux Falls (lateinisch: Dioecesis Siouxormensis, englisch: Diocese of Sioux Falls) ist eine in den Vereinigten Staaten gelegene römisch-katholische Diözese mit Sitz in Sioux Falls, South Dakota.

## Geschichte
Das Bistum Sioux Falls wurde am 12. August 1879 durch Papst Leo XIII. aus Gebietsabtretungen des Bistums Saint Paul als Apostolisches Vikariat Dakota errichtet. Das Apostolische Vikariat Dakota gab am 10. November 1889 Teile seines Territoriums zur Gründung des Bistums Jamestown ab.
Am 12. November 1889 wurde das Apostolisches Vikariat Dakota durch Leo XIII. zum Bistum erhoben und in Bistum Sioux Falls umbenannt. Es wurde dem Erzbistum Saint Paul and Minneapolis als Suffraganbistum unterstellt. Das Bistum Sioux Falls gab am 4. August 1902 Teile seines Territoriums zur Gründung des Bistums Lead ab.

## Territorium
Das Bistum Sioux Falls umfasst die Gebiete im Bundesstaat South Dakota, die östlich des Missouri Rivers gelegenen sind.

## Ordinarien

### Apostolische Vikare von Dakota
- Martin Marty OSB, 1879–1889

### Bischöfe von Sioux Falls
- Martin Marty OSB, 1889–1895, dann Bischof von Saint Cloud
- Thomas O’Gorman, 1896–1921
- Bernard Joseph Mahoney, 1922–1939
- William Otterwell Brady, 1939–1956, dann Koadjutorerzbischof von Saint Paul
- Lambert Anthony Hoch, 1956–1978
- Paul Vincent Dudley, 1978–1995
- Robert James Carlson, 1995–2004, dann Bischof von Saginaw
- Paul Joseph Swain, 2006–2019
- Donald Edward DeGrood, seit 2019